# Placa da Gronelândia
Placa da Gronelândia é uma suposta placa tectónica limitada a oeste pelo Estreito de Nares (uma provável falha transformante); a sudoeste pela falha transformante de Ungava subjacente ao Estreito de Davis; a sudeste pela Dorsal Mesoatlântica; e a nordeste pela Dorsal de Gakkel, com a sua fronteira noroeste ainda sendo mal conhecida. O cratão da Gronelândia é composta por algumas das rochas mais antigas da Terra. O cinturão de rochas verdes de Isua, no sudoeste da Gronelândia contém as rochas conhecidas mais antigas da Terra, datadas de 3,7 a 3,8 mil milhões de anos.

## Descrição
O embasamento pré-câmbrico da Gronelândia foi uma parte integrante do escudo Laurentiano que presentemente está no centro da Placa Norte-Americana. A Gronelândia foi formada em dois estágios, ou fases, de atividade do rift que originou a separação da Gronelândia do corpo principal da massa continental da América do Norte.
A primeira fase, durante o Cretáceo, formou a baía de Baffin, a qual é a extensão noroeste e término do sistema de rift do Atlântico Norte e Mar do Labrador que se começou a formar 140 milhões de anos atrás, durante o Cretáceo.
Na segunda fase, o Mar do Labrador começou a abrir há 69 milhões de anos, durante Maastrichtiano, mas a expansão do fundo oceânico parece ter cessado no Oligoceno, há 30–35 milhões de anos.
Foram propostas correlações entre unidades tectónicas no Canadá e na Gronelândia; no entanto, o ajuste pré-expansão da Gronelândia para o Canadá ainda não é conhecido com precisão. Um processo de rifting transtensivo sinistral que foi proposto com zonas de transferência móvel de tendência NNE-SSW ajusta a Gromelândia ao Canadá diretamente na direção sul.
Desde o fechamento da fenda entre o Atlântico Norte e o Mar de Labrador, a Gronelândia moveu-se mais ou menos em conjunto com a América do Norte; portanto, há dúvidas se a placa da Groenlândia ainda deve ser considerada uma placa separada.
A área entre a Gronelândia e a ilha de Baffin é, no entanto, sismicamente muito ativa, sendo o local do epicentro  de muitos sismos, incluindo um terremoto de magnitude 7,3 em 1933. Não foi ainda, contudo, possível correlacionar a sismicidade com estruturas geológicas particulares ou anomalias geofísicas. Tem sido sugerido que a sismicidade na região está relacionada com as tensões associadas com a subida isostática pós-glacial daquela região.